# Secret Affair
I Secret Affair, in origine noti come New Hearts, sono una mod revival band inglese che raggiunse l'apice del successo negli anni tra il 1979 ed il 1982.
(Secret Affair - Time for action - Glory Boys)

## Storia
Nacquero a Londra nel 1979 per iniziativa del cantante Ian Page e del chitarrista Dave Cairns, già conosciuti come New Hearts, ai quali si aggiunsero il batterista Seb Shelton, il bassista Dennis Smith e successivamente il sassofonista Dave Winthrop.

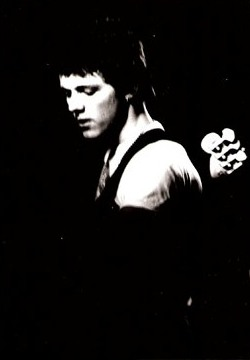
Dave Cairns nel '78

La prima esibizione pubblica, ancora sotto il nome di New Hearts, avvenne nel 1978 presso l'Università di Reading come gruppo di supporto degli allora più noti The Jam, capitanati da Paul Weller.
Proprio nel '78 Ian Page e Dave Cairns gettarono le basi per il primo album targato Secret Affair, Glory Boys.
Il disco fu un successo, anche grazie al largo consenso avuto tra i giovani dal singolo Time for Action. Un powerpop avvincente ed uno stile sempre ricercato consentì al gruppo di essere riconosciuto a tutti gli effetti come una delle migliori mod band in circolazione, e gli garantì una serie di passaggi al noto programma televisivo Top of the Pops.
L'anno successivo (1980) uscì il secondo album Behind Closed Doors, contenente il singolo My World, ancora oggi una delle canzoni culto per tutta la scena mod inglese e non, che salì fino alla sedicesima posizione della Official Singles Chart. Il secondo singolo dell'album fu Sound of Confusion, ma non riscosse lo stesso successo.
Nel 1981 la band cambiò il batterista assoldando Paul Bultitude, cugino del bassista Dennis Smith, e incise il singolo Do You Know? contenuto nell'album Business as Usual pubblicato l'anno successivo (1982), raccogliendo però scarso successo di pubblico e critica portando così lo scioglimento del gruppo.
Nel 2002 i Secret Affair si ritrovano e suonano per tre concerti, uno dei quali al vecchio BBC Television Theatre, e l'anno successivo suonarono sul palco di The Scala a Islington nel concerto di lancio dell'album raccolta Time for Action: The Anthology, che comprende i maggiori successi del gruppo in versioni inedite, live o demo.
Non riuscendo nella pubblicazione del quarto album, i Secret Affair dal 2006 si lanciano in una serie di concerti in tutta l'Inghilterra, ed in buona parte dell'europa. Dopo quasi 5 anni di tour, decidono di ritornare in studio e registrare il loro quarto album studio, Soho Dreams uscito in Inghilterra il 10 settembre 2012 per etichetta I-Spy.

## Membri

### Formazione originale
- Ian Page - cantante
- Dave Cairns - chitarrista
- Dennis Smith - bassista
- Seb Shelton - batterista
- Dave Winthrop - sassofonista

### Cambi di formazione
- Paul Bultitude - Batterista (1981-1982)
- Russ Baxter - Batterista (2008-oggi)
- Sean Kelly - Bassista (2008-2012)
- Ed Pearson - Bassista (2012-oggi)
- Andy Brush - Sassofonista (2008-2012)
- Stephen Wilcock - Sassofonista (2012-oggi)

### Artisti di supporto
- Steve RinaIdi - Trombonista
- Martyn Biagdon - Trombettista

## Discografia

### Album
- Glory Boys - 1979 - I-SPY
- Behind Closed Doors - 1980
- Business as Usual - 1982
- Soho Dreams - 2012

### Raccolte
- Time for Action: The Anthology - 2003 - Castle

### Singoli
- 1979 - Time for Action
- 1979 - Let Your Heart Dance
- 1980 - My World
- 1980 - Sound of Confusion
- 1981 - Do You Know?
- 1982 - Lost in the Night (Mac the Knife?)